# 后妃
后妃是對男性君主經冊封位號的妻妾之統稱，即皇后與妃嬪，有時也包括其他近支宗室以及受封王爵的男性之妻妾，以及前代男性君主之女性配偶。歷史上大部份君主皆為男性且為父系社會，男性皇胤之女性配偶一般會因為與皇胤結婚而得到皇室配偶身份，晉身皇族；而部份地區又實行一夫多妻制，君主、宗室、王爵的配偶又有不同等級，因此世界各地的后妃名目眾多，地位也有差異。

## 位
后位的在位君主配偶包括皇后、王后等，皇帝的正室為皇后，國王的正室則稱王后。一些外語裡的君主正室位號也被翻譯為皇后或王后。而前任君主的正室則為太后。

### 漢字文化圈中的后位
漢字文化圈裡一般只有君主的正室才可稱為后，但中國西漢時，王后是藩王（國王）正室的位號，至東漢時改稱王妃。此外皇后又稱為中宮。
日本天皇之正室稱為皇后。平安時代中期起，原本代稱皇后的中宮成為獨立的位號，中宮名義上次於皇后，實際上等同皇后，於是出現兩后並立的情況；如有三后並立，則最先一位皇后稱大。
高句麗君主會有多位王后，元配王后稱大后，其餘稱小后。百濟國王正室以及新羅、高麗部份國王的正室稱王后。朝鮮王朝
君主之正室生前稱王妃，死後追封為王后。至朝鮮高宗稱帝建立大韓帝國，皇帝的正室亦改稱皇后。
越南雖然長久以來向中原王朝朝貢，並受冊封為王，但對內稱帝，正室亦稱皇后。
先朝君主遺孀也有一些獲冊封為太后，有皇太后、王太后、太上皇后、太皇太后等多個位號。

### 翻譯為后的外語位號
「皇后」可作為英語的Empress consort，土耳其鄂圖曼帝國後期蘇丹的正室Kadınefendi等。俄羅斯帝國沙皇的正妻稱為царица可翻譯為沙皇后。
王后則用於翻譯英語Queen consort、西班牙語及葡萄牙語Rainha consorte等。
此外，中亞一些君主的正室稱為可敦，有時也翻譯為皇后或王后，還有匈奴單于的正室顓渠閼氏也可翻譯為王后。
至今仍實行一夫多妻制的斯威士蘭，國王有兩名正室，稱為tesulamsiti，翻譯為王后。
一些外語中先朝君主遺孀的稱號也被翻譯為太后。英語中的Empress dowager和Empress mother皆可翻譯為皇太后，Queen dowager和Queen mother皆可翻譯為王太后，但這些詞彙的實際含義與漢語中的皇太后並不等同。dowager是指繼承亡夫頭銜的遺孀，因此Empress consort和Queen consort在丈夫駕崩後即成為Empress dowager或Queen dowager，並非另外尊封的位號，因此準確翻譯應為先帝遺和先王遺，而君主之母生前如沒有被立為皇后或王后也不能登后位，只能繼承亡夫的頭銜。而Empress mother和Queen mother則用於尊封先朝君主遺后且同時為現任君主母親的女性，準確翻譯為皇母太后和王母太后。而鄂圖曼帝國蘇丹的母親稱為Valide sultanları，譯為蘇丹皇太后，但她不一定是前任蘇丹的正室，而前任蘇丹的正室如非現任蘇丹生母或養母，在夫死後亦不會得到任何尊封。

## 妃位
妃為次於后的皇室配偶位號，包括作為正室的王妃、親王妃、郡王妃，以及作為側室各種妃位號，如東亞的皇貴妃、貴妃、淑妃等。